# Эндшпиль: план глобального порабощения
«Эндшпиль: план глобального порабощения» — американский документальный фильм режиссёра Алекса Джонса, известного пропагандой многочисленных теорий заговора.

## Сюжет фильма
В документальном фильме режиссёр Джонс представляет зрителю Бильдербергский клуб, отслеживает их тайные встречи в Оттаве и Стамбуле, и показывает стремление группы мировой элиты к ликвидации большинства населения Земли и порабощению оставшихся. Он охватывает формирование сети контроля транспорта Северной Америки, обсуждает псевдо-научную евгенику, используемую правительством, а также описывает цели элиты по созданию Северо-Американского союза.

## В фильме снимались
- Jim Tucker
- Daniel Estulin
- Алекс Джонс
- Рональд Пол
- Джеймс Вулфенсон
- Дэвид Рокфеллер
- Ричард Холбрук
- Джордж Патаки
- Королева Беатрикс
- Джереми Райт
- David Van Os
- Ахмад Чалаби
- Etienne Davignon
- Джон Элканн
- Donald Graham
- Сив Йенсен
- Egil Myklebust
- Индра Нуйи
- Оливье Руа
- Jürgen Schrempp
- Пол Вулфовиц

## Критика
Джош Розенблатт в издании The Austin Chronicle описал данный фильм как «2½ часа кинематографического золота». В 2008 году, на страничке Алекса Джонса в City Pages, Стив Марш пишет «Джонс только улучшается» и что Эндшпиль «является самым лучшим его фильмом на данный момент, комплексное расследование публикует имена членов Нового мирового порядка». В обзоре румынского новостного сайта Hotnews.ro документальный фильм был отмечен как убедительный репортаж предполагаемых намерений тех лиц, что связаны с Бильдербергским клубом.
Роберт Ллойд из Los Angeles Times сообщил, что фильм получил 116 5-звёздочных обзоров на Amazon.com.
Фильм вдохновил альбом Endgame от Megadeth. Дэйв Мастейн подтвердил это в интервью Infowars 25 сентября 2009 года.